# Niels Busk
Niels Busk n. 2 august 1942, Vadum⁠(d), Regiunea Nordjylland, Danemarca este un om politic danez, membru al Parlamentului European în perioada 1999-2004 din partea Danemarcii.